# Guglielmo II di Aquitania
Guglielmo II d'Aquitania, detto anche il Giovane (... – 16 dicembre 926), fu duca d'Aquitania, conte d'Alvernia e di Mâcon dal 918 fino alla sua morte.

## Origine
Era figlio del conte di Razès Alfredo I di Carcassonne (?-905) e di Adelinda o Adelaide, figlia del duca di Settimania, conte di Autun, conte di Rodez, conte d'Alvernia e conte di Tolosa, Bernardo Piede di Velluto.
Guglielmo il Giovane era quindi nipote di Guglielmo il Pio od il Vecchio, come risulta da un documento del cartolario del monastero di Cluny, datato, 11 settembre 910.

## Biografia
Alla morte del padre, nel 905, gli succedette nel titolo di conte di Razès.
Nel 918, alla morte dello zio, Guglielmo il Pio, gli succedette nei titoli di duca d'Aquitania e conte d'Alvernia, come risulta da diversi documenti del cartolario del monastero di Cluny e fu anche conte di Mâcon, come risulta da due documenti del cartolario del monastero di Cluny.
Non appena entrò in possesso del ducato dovette affrontare le scorrerie ed i saccheggi dei Vichinghi della Loira, senza l'aiuto del re di Francia, Carlo il Semplice, che in quegli anni dovette difendere il regno dalle scorrerie degli Ungari.
Nel 923, dopo l'elezione (13 luglio) a re di Francia del duca di Borgogna Rodolfo, nella guerra civile che ne seguì, si schierò col re Rodolfo contro il re carolingio, Carlo il Semplice, che aveva il supporto del duca di Normandia Rollone e del re di Borgogna Rodolfo II, che non avevano accettato l'elezione del nuovo re.
In questo periodo il ducato dovette subire delle incursioni e razzie sia da parte dei Vichinghi della Loira che di quelli del bacino della Senna.
Dopo che Carlo il Semplice era stato catturato dal conte di Vermandois, Erberto I, l'ingrato, re di Francia, Rodolfo, tra il 925 ed il 926 invase l'Aquitania, ma non poté insistere nell'attacco perché con una nuova scorreria gli Ungari stavano attaccando sul fiume Reno ed il re fu costretto a ritornare indietro per difendere i confini.
Poco dopo, il 16 dicembre 926, come riportato da Richard, A. nell'Histoire des Comtes de Poitou (ed. 1903), morì, senza eredi e gli succedette nei titoli il fratello Alfredo.

## Discendenza
Di Guglielmo non si hanno notizie di un'eventuale moglie e non si conosce alcuna discendenza.

### Letteratura storiografica
- René Poupardin, I regni carolingi (840-918), in «Storia del mondo medievale», vol. II, 1979, pp. 583–635
- Louis Alphen, Francia: Gli ultimi Carolingi e l'ascesa di Ugo Capeto (888-987), in «Storia del mondo medievale», vol. II, 1979, pp. 636–661
- (FR)  Claude Devic e Joseph Vaissette, Histoire générale de Languedoc Google Books Vol. 1 (1840), Vol. 2 (1840), Vol. 3 (1841), Vol. 4 (1749), Vol. 5 (1842), Vol. 6 (1843), Vol. 7 (1843), Vol. 8 (1844), Vol. 9 (1845)